# アニマルX
アニマルX（あにまるえっくす、原題animalx  ）はスカパーのディスカバリーチャンネルで放送され後にアニマルプラネットでも放送された番組である。

## 番組内容
日本語版のナレーションは幸田直子が務め、世界中の未確認生物や絶滅動物、それらが起こしたショッキングな事件の謎を調査解明する番組である。現代のネッシーやビッグフット、シーサーペントにクラーケン、エイリアン・ビッグ・キャットなどの事件から18世紀のジェヴォーダンの獣事件やジャイアントモアやフクロオオカミ生存説なども取り上げた。全26話。後のスピンオフ番組では男女3人のチームが現地へ赴き実地調査を担当する番組へと変わった。

## アニマルxナチュラルミステリーユニット
アニマルxシリーズ終了後のスピンオフ作品で出演者の男女三人が現地に赴き未確認生物の実地調査を行う。